# Сидар-Рапидс
Си́дар-Ра́пидс (англ. Cedar Rapids, кедровые пороги) — второй по величине город в американском штате Айова. Находится в графстве Линн. Город раскинулся по двум берегам реки Сидар, в 32 км севернее Айова-Сити и 160 км восточнее Де-Мойна, столицы штата и самого большого города Айовы. Здание мэрии и руководства округа находится на острове Мэй (с англ. May's Island или Mays Island). Сидар-Рапидс — один из немногих городов, имеющих органы самоуправления на муниципальном уровне.
Процветающий город искусства и театров в Восточной Айове, Сидар-Рапидс является домом для Городского музея искусства и театра Paramount.  Население города и его окрестностей составляет около 252 784 человек. В 2007 году население города составляло 126 396 человек. Население коридора[уточнить] от Сидар-Рапидса до Айова-Сити составляло 423353 человека по данным 2006 года.
Название города происходит от названия реки Сидар («Кедровая»). Сидар-Рапидс также называют Городом Пяти Времен Года, так как здесь кроме традиционных четырёх времен года, выделяют пятое, во время которого можно наслаждаться остальными четырьмя. Символ пяти времен года — скульптура Дерева Пяти Времен Года — находится в деловом центре города.

## История
Современный Сидар-Рапидс находится на территории, принадлежавшей индейским племенам фоксы и сауки.
Первый постоянный переселенец Осгуд Шеперд приехал в 1838 году. Когда Сидар-Рапидс образовался в 1838 году, Вильям Стоун назвал город Колумбус. В 1841 году город был переименован Брауном в Сидар-Рапидс в честь порогов на реке Сидар. Река была названа по большим деревьям можжевельника виргинского, росших вдоль берегов. Официально город появился на карте в 1870 году.
Экономический рост Сидар-Рапидса ускорился в 1871 году с основанием мясоупаковочной компании Синклера.
В июне 2008 года река Сидар повысилась до максимального уровня за последние 500 лет и затопила около 9 квадратных миль на обоих берегах. Жители почти 4000 домов были эвакуированы. Река достигала уровня в 9,5 метров 14 июня 2008 года. Свыше 300 домов были уничтожены.
В 2014 году город был награждён премией «All-America City Award» (с англ. — «Всеамериканский город») присуждаемой Национальной гражданской лигой, которую неофициально называют «Нобелевской премией за конструктивное гражданство» и которая выдается за активную гражданскую позицию жителей некорпоративных сообществ Соединённых Штатов в жизни местного самоуправления.

## География
Город разделён на 4 района. С севера на юг город разделён Первой Авеню, а с запада на восток — рекой Сидар. В адресе обычно указывается номер дома, название улицы и название квадрата. Например 123 Example St NW (North-West). Единственным исключением является муниципальный остров с местным правительством, не принадлежащий ни к одному квадрату.

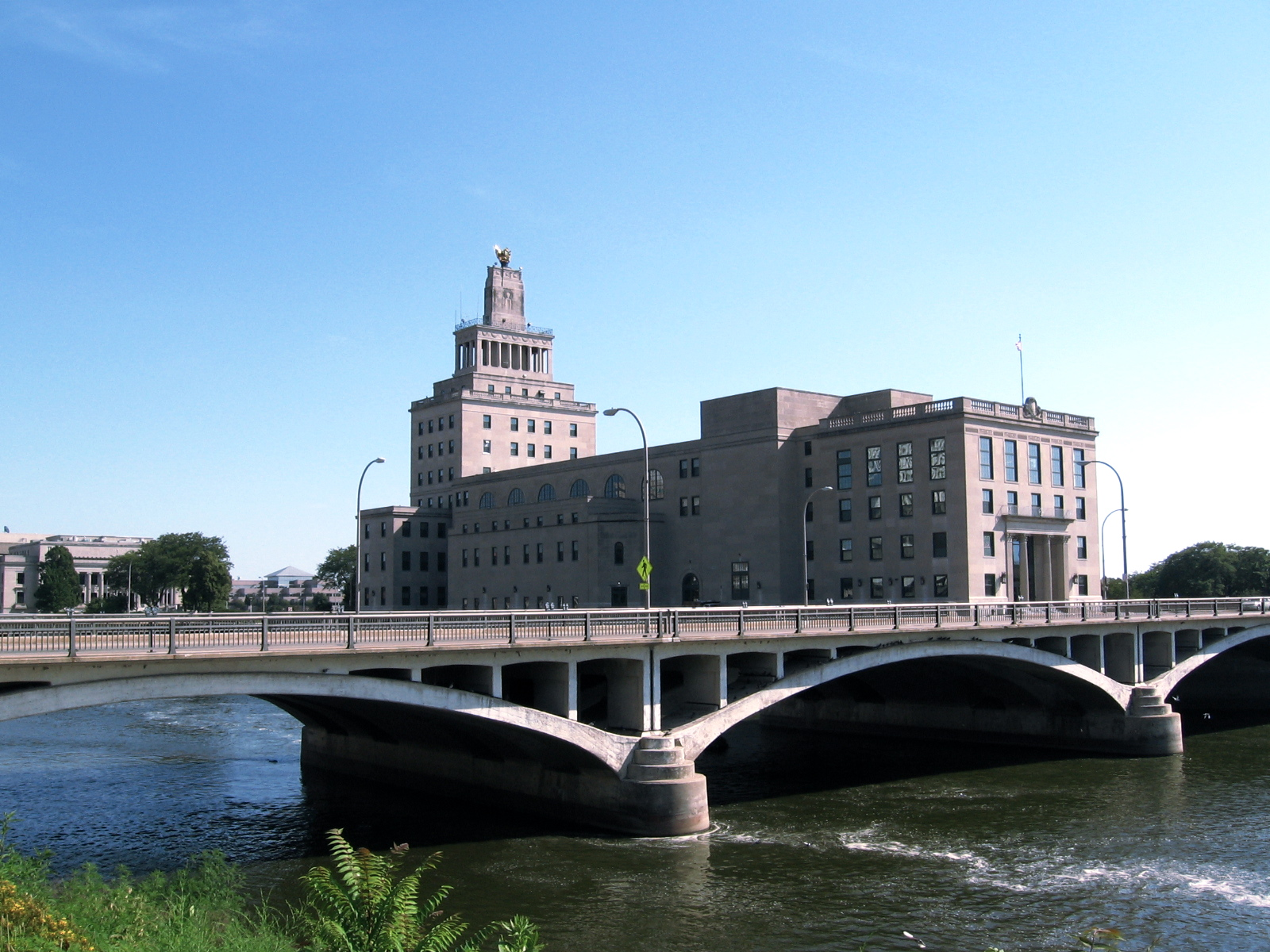
Сидар-Рапидс

Город разделён на 14 почтовых индексов. Муниципальный остров имеет индекс 52401. В северо-восточном квадрате индексы 52402 и 52411. Юго-восточный квадрат имеет индекс 25403.
Городская территория (urban area) города Сидар-Рапидс находится в трёх округах: Линн, Бентон и Джонс. В 2007 году эта урбанизированная зона имела население 252 784 человека.
Как растущий город, в котором можно трудоустроиться, Сидар-Рапидс начинал захватывать города Мэрион и Хьявата, которые стали окраиной города. Другие маленькие города, включая Эли, Свишер, Шайвилл, Пало, Фэрфакс, Уолфорд, Робинс и Бертрам, считаются так называемыми «спальными районами».
В соответствии с данными картографического бюро США, Сидар-Рапидс занимает площадь 166 км², из которых 163 км² — суша. Остальная площадь покрыта водой.

### Климат
По классификации климатов Кёппена климат Сидар-Рапидс относится к влажному континентальному (Dfa)
- Среднегодовая температура — +9,0 C°
- Среднегодовая скорость ветра — 4,4 м/с
- Среднегодовая влажность воздуха — 74 %

| Показатель                    | Янв.  | Фев.  | Март  | Апр.  | Май  | Июнь | Июль | Авг. | Сен. | Окт.  | Нояб. | Дек.  | Год   |
| ----------------------------- | ----- | ----- | ----- | ----- | ---- | ---- | ---- | ---- | ---- | ----- | ----- | ----- | ----- |
| Абсолютный максимум, °C       | 18,3  | 22,8  | 31,1  | 35,0  | 40,0 | 39,4 | 43,3 | 42,2 | 40,6 | 34,4  | 26,1  | 20,6  | 43,3  |
| Средний суточный максимум, °C | −2,1  | 0,7   | 8,1   | 15,9  | 21,8 | 26,8 | 28,6 | 27,5 | 23,6 | 16,6  | 8,1   | −0,1  | 14,6  |
| Средняя температура, °C       | −6,9  | −4,2  | 2,6   | 9,6   | 15,6 | 20,9 | 22,8 | 21,7 | 17,1 | 10,3  | 2,8   | −4,8  | 9,0   |
| Средний суточный минимум, °C  | −11,7 | −9,1  | −2,9  | 3,2   | 9,4  | 14,9 | 16,9 | 15,8 | 10,6 | 4,2   | −2,3  | −9,6  | 3,3   |
| Абсолютный минимум, °C        | −33,9 | −32,8 | −28,9 | −17,2 | −4,4 | 2,2  | 5,6  | 2,8  | −5,6 | −18,9 | −24,4 | −33,3 | −33,9 |
| Норма осадков, мм             | 23    | 31    | 53    | 78    | 105  | 125  | 113  | 114  | 80   | 67    | 54    | 36    | 879   |
| Источник: Погода и климат     |       |       |       |       |      |      |      |      |      |       |       |       |       |

## Демографическая ситуация
| Год  | Население | Прирост |
| ---- | --------- | ------- |
| 1860 | 1830      | -       |
| 1870 | 5940      | 224,6 % |
| 1880 | 10 104    | 70,1 %  |
| 1890 | 18 020    | 78,3 %  |
| 1900 | 25 656    | 42,4 %  |
| 1910 | 32 811    | 27,9 %  |
| 1920 | 45 566    | 38,9 %  |
| 1930 | 56 097    | 23,1 %  |
| 1940 | 62 120    | 10,7 %  |
| 1950 | 72 296    | 16,4 %  |
| 1960 | 92 035    | 27,3 %  |
| 1970 | 110 642   | 20,2 %  |
| 1980 | 110 243   | −0,4 %  |
| 1990 | 108 772   | −1,3 %  |
| 2000 | 120 758   | 11 %    |

## Экономика
В Сидар-Рапидсе расположен ряд больших предприятий, таких, как: General Mills, Cargill, Alliant Energy, GE Commercial Finance, Rockwell Collins, Quaker Oats, AEGON, United Fire and Casualty, Toyota Financial Services, PAETEC, Archer Daniels Midland, Qwest, GreatAmerica Leasing, RuffaloCODY, PMX, Square D и CRST International. Эти корпорации расположены в коридоре Сидар-Рапидс — Айова Сити.
Помимо этого, в городе имеется наибольший газетный архив в США (за 250 лет в архиве накопилось более 15 миллионов страниц).

## Искусство
В Сидар-Рапидсе находятся Городской симфонический оркестр, Театр Парамаунт, Городской театр и другие.

В городе находятся Музей искусства, Национальный чешский и словацкий музей, Афроамериканский музей, студия Гранта Вуда.

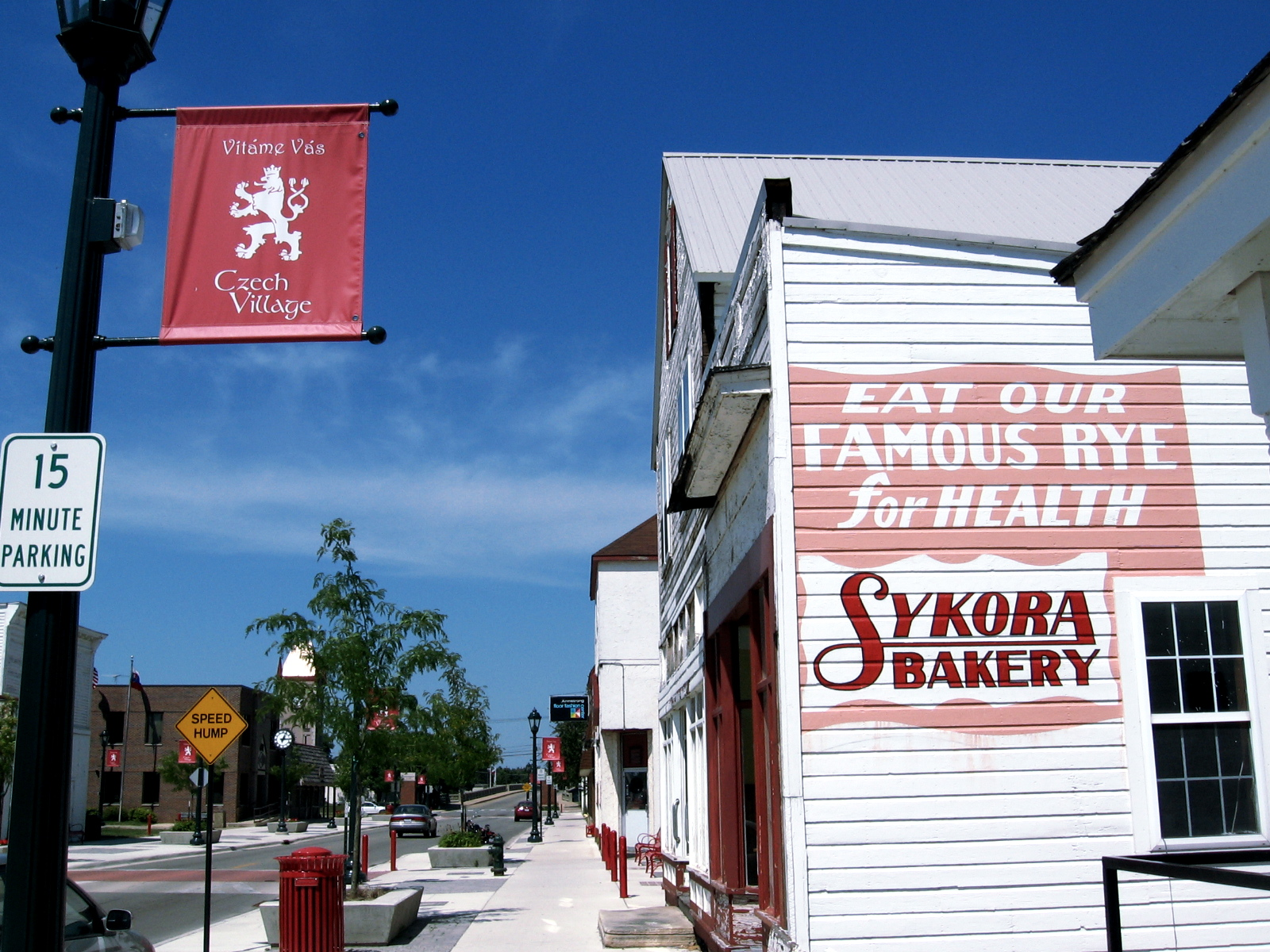

## Спорт
В городе играют следующие команды (профессиональные и любительские):
- команда младшей бейсбольной Среднезападной лиги[англ.] «Сидар-Рапидс Кернелс[англ.]» (14-кратный победитель лиги);
- команда Хоккейной лиги США «Сидар-Рапидс Рафрайдерс[англ.]» (трёхкратный победитель регулярного сезона и победитель плей-офф);
- команда Индор-футбольной лиги[англ.] «Сидар-Рапидс Ривер Кингз[англ.]»;
- команда Высшей лиги арена-соккера[англ.] «Сидар-Рапидс Рэмпейдж[англ.]»;
- ФК «Айова Рапторс[англ.]» (мужская команда в Объединённой футбольной премьер-лиге[англ.] и Среднезападной премьер-лиге[англ.], женская в Женской футбольной премьер-лиге[англ.], по арена-соккеру во Второй лиге арена-соккера[англ.]).

В городе находятся следующие стадионы;
- Кингстон Стадиум[англ.] для американского футбола и соккера на 15 000 мест (играют школьные команды)[6];
- Alliant Energy PowerHouse[англ.], многоцелевой дворец спорта на 9000 мест (домашняя арена для «Сидар-Рапидс Ривер Кингз»);
- Ветеранс Мемориал Стадиум[англ.] для бейсбола на 5300 мест (проводят свои матчи «Сидар-Рапидс Кернелс»);
- ImOn Ice Arena[англ.], многоцелевой дворец спорта на 3850 мест (играют свои матчи «Сидар-Рапидс Рафрайдерс» и местные молодёжные хоккейные команды).

Город также является местом проведения традиционного забега Fifth Season Races, зародившегося сразу после бегового бума 1970-х, среди победителей которого был бронзовый призёр чемпионата мира по полумарафону 1997 года Кеннет Черуйот. Забег не является крупнейшим в регионе и ранее включал как забег на 8 км, так и на 5 км.

## Транспорт
Сидар-Рапидс обслуживется Восточным аэропортом Айовы (формально — аэропорт Сидар-Рапидс), региональным аэропортом, связанным с другими международными аэропортами.
Шоссе 380, часть Проспекта Святых, проходит с севера на юг через Сидар-Рапидс. Также город обслуживается хайвэями 30, 151 и 218, и Айова Хайвэй 13 и 100.

Помимо этого, в городе имеются 4 важнейшие железные дороги: Union Pacific, Cedar Rapids and Iowa City Railway, the Canadian National, и Iowa Northern Railway Company [IANR].

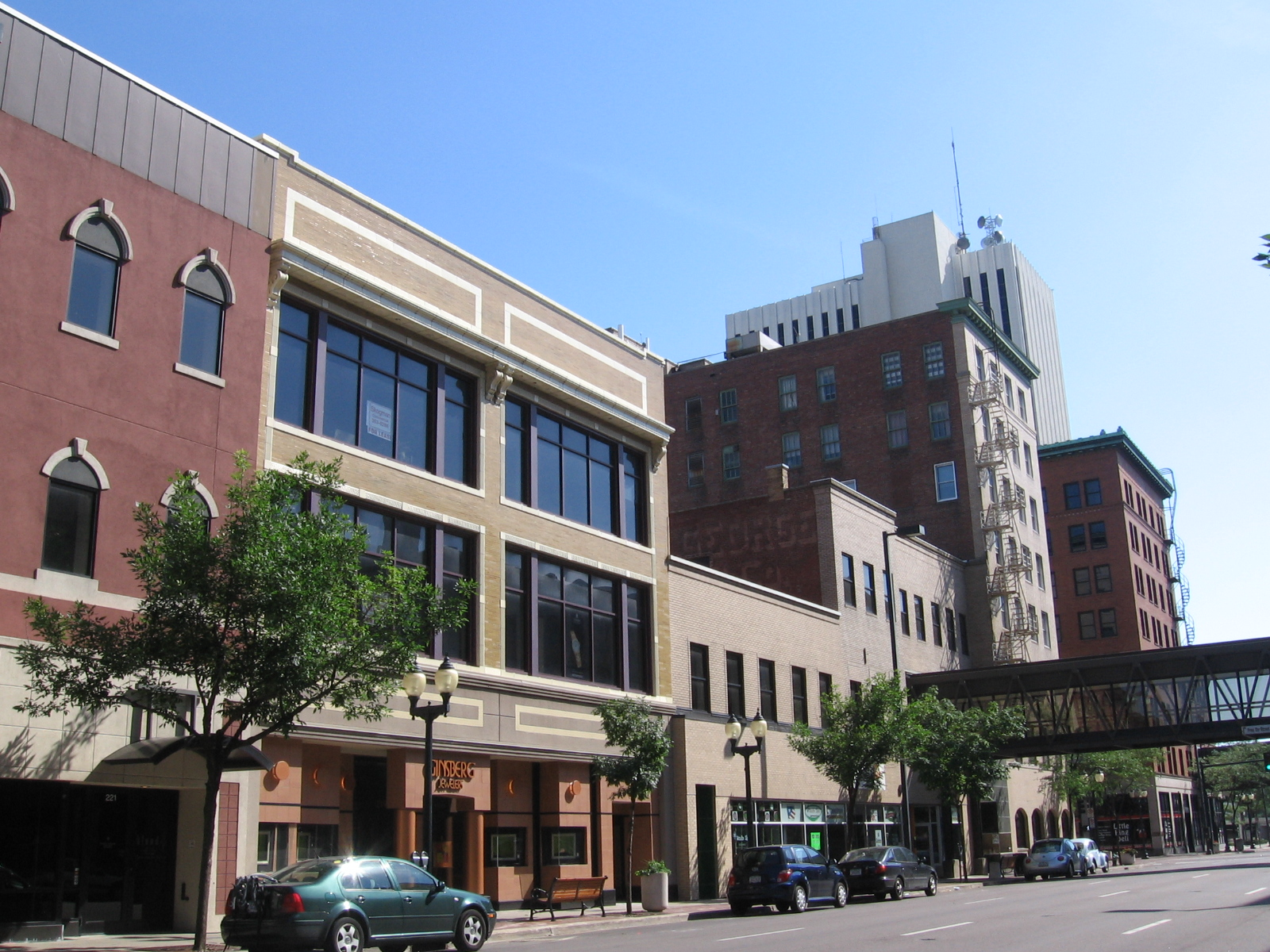

## Медиа

### Радио
Clear Channel Communications владеет четырьмя радиостанциями в Сидар-Рапидс, включая WMT600 AM, которая работает с 1922 года, WMT-FM 96.5 FM, KMJM 1360 AM и KKSY 95.7 FM. Cumulus Media владеет четырьмя радиостанциями: KDAT 104.5 FM, KHAK 98.1 FM , KRNA 94.1 FM, KRQN 107.1 FM. Остальные радиостанции независимые: KZIA 102.9 FM, KGYM 1600 AM и KMRY 1450 AM.
Некоммерческие радиостанции: KCCK 88.3 FM, KXGM-FM 89.1 (Христианская музыка).

### Телевидение
Cedar Rapids-Waterloo-Iowa City-Dubuque медиа рынок состоит из 21 восточно-айовского округа: Allamakee, Benton, Black Hawk, Bremer, Buchanan, Butler, Cedar, Chickasaw, Clayton, Delaware, Dubuque, Fayette, Grundy, Iowa, Johnson, Jones, Keokuk, Linn, Tama, Washington, and Winneshiek. Эти округа покрыты четырьмя телестудиями: KGAN channel 2 (CBS), KCRG channel 9 (ABC), KFXA channel 28 (Fox), and KPXR channel 48 (ION).

### Пресса
The Gazette — ежедневная газета.

### Фильм
В городе проходит действие вышедшего в 2011 году фильма Cedar Rapids (в российской версии «Совсем не бабник»). В действительности фильм снимался в городе Анн-Арбор штата Мичиган.